# دل‌باخته (فیلم ۱۹۷۸)
دل‌باخته (به هندی: Dillagi) فیلمی محصول سال ۱۹۷۸ و به کارگردانی باسو چاترجی است. در این فیلم بازیگرانی همچون درمندرا، هما مالینی، دون ورما، آسرانی، شاتورگان سینها و پورنیما جایارام ایفای نقش کرده‌اند.